# Cuphea wrightii
Cuphea wrightii es una especie de pequeño arbusto de la familia Lythraceae nativo de México. 

## Descripción
Son plantas anuales herbáceas, erectas, que alcanzan un tamaño de 10–60 cm de alto, ramificadas, tallos y flores con tricomas erectos, rígidos y morados. Hojas sésiles a pecioladas, pecíolos hasta 10 mm de largo, láminas ampliamente ovadas a lanceoladas, 10–30 mm de largo y 5–15 mm de ancho, gradualmente reducidas a brácteas ovadas en la inflorescencia, ápice agudo, base aguda a redondeada. Inflorescencias racimos foliados, bracteados, flores 1–3 por nudo, pedicelos 1–5 mm de largo; tubo floral 5–9 mm de largo, verde o matizado de morado, base redondeada a truncada, el cuello corto y angosto cuando en fruto, lobo dorsal del cáliz 2–3 veces más largo que los otros 5; pétalos 6, morados, los 2 dorsales orbiculares a obovados, 1–5 mm de largo, los 4 ventrales más cortos y angostos, oblongos a angostamente obovados, 0.5–2.5 mm de largo; estambres 11, incluidos; nectario linear a angostamente triangular, erecto a oblicuo, ápice deflexo. Semillas 3–6.

## Distribución y hábitat
Se encuentra en laderas rocosas, a las orillas de caminos, en pastizales y en bosques desabrigados de pino-encinos; a una altitud de  900–1100 metros desde el sur de Estados Unidos (Arizona) a Costa Rica.

## Propiedades
En Michoacán, se utiliza toda la planta en cocción para el tratamiento del cáncer, tomada como agua de tiempo. Si se prepara junto con pericón y otro zacate (sp. n/r) se emplea contra el catarro.

## Taxonomía
Cuphea wrightii fue descrita por Asa Gray y publicado en Smithsonian Contributions to Knowledge 5(6): 56. 1853.
Variedades
- Cuphea wrightii var. meionandra (Koehne) S.A.Graham	Accepted
- Cuphea wrightii var. venusta (Koehne) S.A.Graham

Sinonimia
- Cuphea wrightii var. compacta R.C.Foster
- Cuphea wrightii var. nematopetala Bacig.
- Parsonsia wrightii (A. Gray) Kearney[3]

var. meionandra (Koehne) S.A.Graham
- Cuphea meionandra Koehne

var. venusta (Koehne) S.A.Graham
- Cuphea venusta Koehne